# 拉罗什昂布勒尼勒
拉罗什昂布勒尼勒（法語：La Roche-en-Brenil，法語發音：[la ʁɔʃ ɑ̃ bʁənil]）是法国科多尔省的一个市镇，位于该省西部，和涅夫勒省接壤，属于蒙巴尔区。

## 地理
拉罗什昂布勒尼勒（47°22'51"N, 4°10'45"E）面积50.85 平方千米，位于法国勃艮第-弗朗什-孔泰大區科多尔省，该省份为法国中东部省份，北起奥布省，西接涅夫勒省和约讷省，南至索恩-卢瓦尔省，东南接汝拉省，东临上索恩省，东北部与上马恩省接壤。
与拉罗什昂布勒尼勒接壤的市镇（或旧市镇、城区）包括：蒙贝尔托、库尔塞勒弗雷穆瓦、莫尔旺地区栋皮埃尔、拉库尔达尔瑟奈、莫尔费、鲁夫赖、圣迪迪耶、圣日耳曼德莫代翁、桑塞莱鲁夫赖、托特、圣阿尼昂。

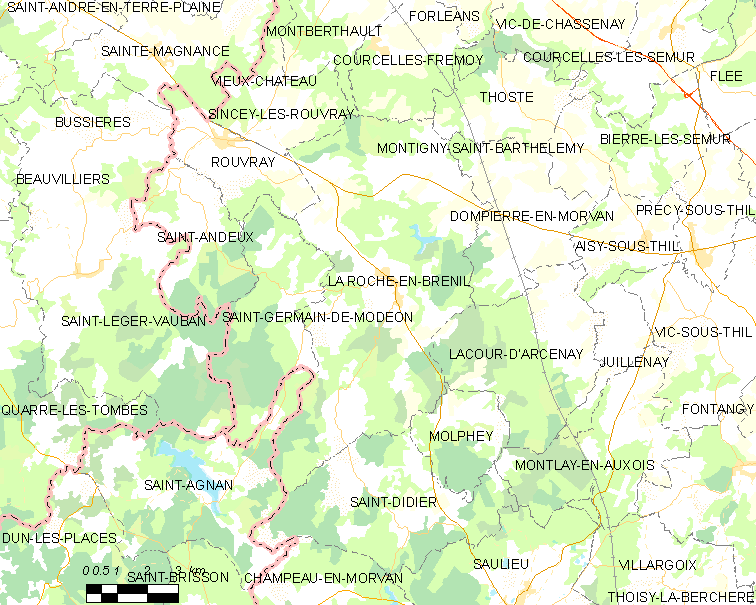
拉罗什昂布勒尼勒的OSM定位图

拉罗什昂布勒尼勒的时区为UTC+01:00、UTC+02:00（夏令时）。

## 行政
拉罗什昂布勒尼勒的邮政编码为21530，INSEE市镇编码为21525。

## 政治
拉罗什昂布勒尼勒所属的省级选区为欧苏瓦地区瑟米尔县。

## 人口

1962-2008年间拉罗什昂布勒尼勒人口变化图示

拉罗什昂布勒尼勒于2022年1月1日时的人口数量为909人。